# لاقومية
اللاقومية (بالإسبرانتو: sennaciismo) هي مصطلح اشتُق من مجتمع متحدثي لغة الإسبرانتو، ويشير إلى مجموعة من المفاهيم السياسية ذات النزعة العالمية التي تحوي على بعض الميول والأفكار الآتية أو كلها:
- معاداة القومية جذريًا.
- النزعة العالمية.
- «وحدة العالم».
- تقبل الاتجاه التاريخي نحو التجانس اللغوي على نطاق العالم، بل الإسراع بذلك الاتجاه في بعض الحالات.
- ضرورة التثقيف السياسي وتنظيم بروليتاريا العالم تماشيًا مع تلك الأفكار.
- استخدام لغة الإسبرانتو وسيلة لمثل هذا التثقيف السياسي.

على الرغم من تبلورها ضمن رابطة اللاقومية العالمية (إس إيه تي) وتطويرها من قبل مؤسسها يوجين لانتي، فإن تلك الرابطة لم تتخذ اللاقومية مذهبًا رسميًا لها.

## تاريخها

### الطلائع
ظهرت أفكار اللاقومية بشكلها الأولي في خطة من أجل إنشاء «اتحاد عمال الإسبرانتو الدولي» التي سعى إليها اتحاد عمال الإسبرانتو البوهيمي قبل الحرب العالمية الأولى. كانت هذه الأفكار رئيسية في أذهان مؤسسي رابطة اللاقومية العالمية في عام 1921 بعد أن اكتسبت حافزًا نتيجة للحرب. تتجلى هذه الأفكار في كتاب لانتي بعيدًا عن الحياد!، الذي ظهر لأول مرة بالاسم المستعار «إنسان بلا وطن».
غالبًا ما اعتبر الأعضاء الأوائل في رابطة «إس إيه تي» اللاقومية أيديولوجيا عامة لتلك الرابطة، ورغبوا بتسمية أنفسهم «شعب بلا وطن». ومع ذلك، استُخدم مصطلح اللاقومية لوصف العديد من الأفكار المتنوعة قبل ظهور كتاب لانتي بيان مناصري اللاقومية. بالنسبة إلى الكثير من أعضاء تلك الرابطة الذين اعتنقوا مفهوم اللاقومية، فقد كان معناه ببساطة «الأممية (البروليتاريّة) بالإضافة إلى لغة الإسبرانتو» أو أنه النسخة العمالية من فلسفة الإنسانية للودفيغ زامنهوف.
أظهرت مقارنة بين كتاب إيلسودو (كوليشنسكي) ألف باء اللاقومية الذي نشرته رابطة اللاقومية العالمية، وكتاب بيان مناصري اللاقومية، الهوةَ الكبيرة بين المفاهيم المتنوعة للاقومية. عرف إيلسودو الرابطة اللاقومية العالمية في كتابه بأنها «حركة مناصرة للاقومية». في فترة الانشقاق الذي حصل داخل حركة عمال الإسبرانتو في ثلاثينيات القرن المنصرم، لم يلقِ إرنست دريزن اللوم على رابطة اللاقومية العالمية كثيرًا بسبب نزعتها «اللاقومية»، وهو شيء أيده الشيوعيون كونهم فهموه، بل بسبب انتهاجها «اللاقومية بمفهوم لانتي».
مع مرور الوقت، أصبح لانتي يذكر مفهوم اللاقومية في مقالات الصحف التي تصدرها رابطة اللاقومية العالمية.

### صيغة ذات صرامة أكبر
في عام 1928، نشر لانتي كتيّبًا بعنوان إسبرانتية العامل خصص فيه فصلًا كاملًا لتعريف المصطلح الجديد. لم يواجه مفهوم اللاقومية أي معارضة سابقة في التنظيم غير المتحزب. لكن في عام 1929، مرت الرابطة اللاقومية العالمية بأزمة، واتخذت المعارضة مفهومَ اللاقومية ذريعةً رئيسية لانتقاد قادة تلك المنظمة انتقادًا لاذعًا.
ادعت المعارضة أن اللاقومية حركة مناصرة للإمبريالية ومن ثم «معادية للثورة». دفع الانتقاد المفاجئ وغير المتوقع لانتي لنشر كتيّب بيان مناصري اللاقومية باسم مستعار، وقد طُبعت منه 3000 نسخة وتُرجم في ما بعد إلى العديد من اللغات بما فيها اللغة الفرنسية وطُبع منه 2000 نسخة بهذه الأخيرة.
عُرفت اللاقومية في ذلك البيان على النحو الآتي: «ما يُميز مفهوم اللاقومية ليس إقرارها بالدور الكبير للمصنوعات اليدوية في العالم. بل هو تلك الإمكانية التي جعلت من الإنسان ملكًا بين سائر الكائنات الحية. إن الإنسان يدفع الطبيعة للتكيّف مع احتياجاته، في حين أن الحيوانات لا بد لها من التّكيف مع الطبيعة. وهكذا، فإن مناصري اللاقومية لا ينكرون القوة الكبيرة الكامنة في إرادة الإنسان، ولا يشككون في قدرة بني البشر على التخلص من أوزانهم أو القفز بعيدًا عن ظلالهم. ومع هذا، فإن المساحة المحددة التي يكون الإنسان فيها قادرًا على التصرف كبيرة نسبيًا، ومن ثم تكون إرادته قادرة على إنجاز إعمال عظيمة. وهكذا، نحن نؤمن بأن قوانين التاريخ المصيرية نسبية فحسب».
استُنكر النص الآتي المُقتبس من الكتيب السابق ذاته، والذي يعطي تصورًا أكثر وضوحًا عن المذهب الجديد، من قبل الأمميين الستالينيين آنذاك لتعارضه الواضح مع النظرية الشائعة «بناء الاشتراكية في بلد واحد»: «يناهض مناصرو اللاقومية كل ما هو وطني سواء كان لغة، أو ثقافة، أو عادات، أو تقاليد. بالنسبة إليهم، لغة الإسبرانتو هي اللغة الأساسية، وهم يعتبرون باقي اللغات مجرد لغات ثانوية لا أكثر. إنهم يرفضون المشاركة في أي صراعات وطنية، فضلًا عن إقرارهم بالطبقة العاملة في حالة الصراع الطبقي الساعي إلى إزالة الفوارق الطبقية، والقوميات، وكل أشكال الاستغلال».
لما واجه هذا المذهب الهرطقي معارضة جليةً في داخل رابطة اللاقومية العالمية، دُفع مناصرو هذا المذهب لتشكيل عصبة مستقلة من المنظمة، التي استمروا بدعمها بضراوة. بدؤوا بنشر مجلة مناصرو اللاقومية بصورة دورية.
كان مذهب الأناركية، بوصفه حركة سياسية، مؤيدًا قويًا آنذاك للاقومية بالإضافة إلى لغة الإسبرانتو. بعد انتهاء الحرب الأهلية الإسبانية، اضطهد مناصرو فرانكو مناصري الأناركية والقوميين الكتالونيين الذين كانوا يتكلمون لغة الإسبرانتو بشكل كبير.

### بعد ممات لانتي
بعد ممات لانتي في عام 1947 وإعادة تأسيس رابطة اللاقومية العالمية، أعاد مناصرو اللاقومية إنشاء عصبتهم الخاصة في عام 1948 برئاسة آر. روبرتس، وموّلوا إعادة طباعة كتاب بيان مناصري اللاوطنية على مرتين (1951 و1971) والعديد من كتابات لانتي حول مفهوم اللاقومية.
في عام 1978، أصدر مؤتمر رابطة اللاقومية العالمية المُنعقد في مدينة ليكتور قرارًا بشأن اعتراضات مناصري اللاقومية ونصّ على عدة أشياء من بينها: «إن حفظ لغة وثقافة عرقيتين مرتبط بالصراع من أجل نظام اجتماعي جديد، وهكذا، فهو جزء من المساعي المبذولة من قبل أعضاء رابطة اللاقومية العالمية في تحقيق العدل وحرية الفرد».
في ثمانينيات القرن المنصرم، في الوقت الذي كان ت. بورنيل الأمين العام لعصبة مناصري اللاقومية، أُصدار إعلان حول اللاقومية ركّز على صراع مناصري اللاقومية ضد القومية ومن أجل الحق العام في تقرير المصير ومن ضمنها حق الأفراد في تحديد هوياتهم الخاصة كممارسة للإرادة الحرة. بقيت تلك العصبة فاعلة إلا أنها مرت بفتور في النشاط في ثمانينيات القرن الماضي وتسعينياته، حين كانت المناقشات مستمرة حول مفهوم اللاقومية في صحيفة سيناسيولو التي تصدر من الرابطة اللاقومية العالمية بصفة شهرية.

### الوقت الحاضر
في مؤتمر لرابطة اللاقومية العالمية في مدينة ناجيكانيزسا (المجر) في عام 2001، أُعيد تأسيس عصبة مناصري اللاقومية في رابطة اللاقومية العالمية نتيجة لتجدد الاهتمام بمفهوم اللاقومية والمواضيع ذات الصلة، التي تجلت بذاتها بوقت سابق، حين أُنشئت قائمة بريد إلكترونية للاقومية. في أثناء ذلك الاجتماع، أُصدر إعلان آخر حول اللاقومية وكان نسخة منقحة لسابقه.
في الوقت الحاضر، يقوم مناصرو اللاقومية الفاعلون في عصبتهم بصقل وتطوير التيارات الفكرية ذات النزعة العالمية والمعادية للقومية (جذريًا) التي كانت هي ذاتها خصائص لأفكار مذهب اللاقومية السابق، إلا أن توجهاتهم نحو مفاهيم لانتي أقل من جيلهم السابق، وهم لا يسعون إلى تحقيق وحدة مذهبية. عارض بعض من أعضاء تلك العصبة الأيديولوجيات التي كان لها تأثير كبير داخل حركة الإسبرانتو العامة في العقود السابقة: الإثنية، واستخدام لغة الإسبرانتو وسيلةً لصالح الأشكال المختلفة من سياسات الهوية، والاختلافية (التعددية العرقية)، والنزعة القومية والصفائية في اللغة (المسماة «دفاع اللغة»).
كان البعض من متحدثي لغة الإسبرانتو خارج رابطة اللاقومية العالمية وعصبة مناصري اللاقومية يتبعون الأفكار اللاقومية إلى درجة ما. لم يُنشر مفهوم اللاقومية خارج مجتمع متحدثي لغة الإسبرانتو، وقد برر لانتي ذلك في الفصل الخامس من كتابه إسبرانتية العامل بالآتي: «إن إيصال مفهوم اللاقومية إلى أولئك المتحدثين بلغة مختلفة سيكون بدرجة حماقة تعليم الأدب للأميين». ومع هذا، فإن وجهة النظر هذه قد عُدلت في بعض الأحيان، فقد نُشرت ترجمات لكتاب بيان مناصري اللاقومية بلغات قومية اقتناعًا بأن ذلك سيساعد على نشر لغة الإسبرانتو. وفضلًا عن هذا، فالبيان مُختتم بمناشدة إلى غير الناطقين بلغة الإسبرانتو: «إن مناصري اللاقومية يناشدون جميع عمال العالم: تعلموا الإسبرانتو! أيها الناطقين بالإسبرانتو فلتجردوا أنفسكم من قومياتكم!».

## وصلات خارجية
- Anationalist faction of SAT
- Anationalism, Cosmopolitanism, Antinationalism نسخة محفوظة 18 فبراير 2005 على موقع واي باك مشين.